# تشارلز كوان
تشارلز كوان (18 سبتمبر 1883 - 22 مارس 1958) (بالإنجليزية: Charles Cowan)‏ هو قاضي صلح ‏ ولاعب كريكت بريطاني (وحمل سابقاً جنسية المملكة المتحدة لبريطانيا العظمى وأيرلندا).